# Parachute (canción)
«Parachute» es el tercer sencillo del disco 3 Words de la artista británica Cheryl Cole. La canción fue escrita por Ingrid Michaelson y Marshall Altman. La canción fue oficialmente puesta en venta como sencillo el 15 de marzo de 2010.

## Antecedentes
La canción fue escrita por Ingrid Michaelson y Marshall Altman, y producida por Syience y Will.i.am. En un vídeo subido al blog de la web oficial de Cheryl, esta afirma que "Parachute" es de las canciones más especiales de 3 Words, ya que se sale del sonido que caracteriza al disco, lo que la hace "única". Cheryl también dijo que la canción era una de las opciones que se barajaban para ser el sencillo debut del disco, al igual que afirmó esta contenía su letra favorita del álbum: "you are your own worst enemy, you'll never win the fight." (en español: "eres tu propio enemigo, nunca ganarás la batalla.")

## Recepción
Algunos críticos, escribieron sobre "Parachute" al analizar 3 Words, con un resultado fundamentalmente positivo. Mike Diver de "BBC Music" comentó que la canción es "inolvidable" por el uso de la "percusión militar", y Nick Levine de "Digital Spy" afirmó que la canción contiene una "bonita combinación" de "cadenas y dulces nadas". Tom Ewing de "The Guardian" escribió que "Parachute" era "una canción austera de pop moderno que le da a la voz de Cheryl el espacio que necesita". Por su parte, Louise McCudden de "In The News" afirmó que, a pesar de que "la letra del estribillo es posiblemente la más mundana que nunca hubiera escuchado", "Parachute" es una canción "bien calculada" que se "queda rápidamente en la mente del oyente". El escritor de "MusicOMH", Sam Shepherd expresó su creencia de que la canción incluye el mejor trabajo vocal de Cheryl de todo el álbum y alabó la "producción hábilmente orquestada".

## Promoción
Cheryl interpretó por primera vez "Parachute" en el especial de televisión "Cheryl Cole's Night In", emitido el 12 de diciembre de 2009 en ITV1. La coreografía estaba basada en una especie de baile latino, que la cantante interpretó junto a Derek Hough, un campeón profesional de "Dancing with the Stars". "The Daily Mail" dijo que Cheryl "lucía como una señorita española mientras interpretaba la sexy coreografía". Rick Fulton de "Daily Record" comparó la coreografía que acompañaba a la canción con una de las mostradas en el programa "Strictly Come Dancing".

## Video musical
El video musical de la canción fue grabado a finales de enero del 2010, y estrenado a las 12.20h en Channel 4 el 31 de enero de 2010. El video muestra a Cheryl en un salón de baile realizando la misma coreografía mostrada en "Cheryl Cole's Night In".
El video musical cuenta con la participación de Derek Hough.

## Posición en listas
Tras la actuación de Cheryl en "Cheryl Cole's Night In", la canción re-entró en las listas de ventas británicas en el número sesenta y cinco, debido a las fuertes descargas digitales que había tenido la canción.